# Пафос
Пафос (на гръцки: Πάφος) е крайбрежен град в югозападната част на остров Кипър. В миналото двете му части са наричани Стари Пафос и Нови Пафос. Понастоящем единствено новият дял е населен.
Според митологията Пафос е родният град на гръцката богиня на любовта Афродита. В гръко-римски времена средището е столица на Кипър. В него са запазени многобройни развалини от римската епоха, като те са всекидневно посещавани от туристи. През I век апостол Павел проповядва божието слово в града. Пафос е част от списъка на световното културно и природно наследство на ЮНЕСКО. Непосредствено край града е разположено новооткрито международно летище.
Градът е избран за Европейска столица на културата 2017 заедно с град Орхус (Дания).

## Митология
Според гръцката митология на лазурния бряг на Пафос Афродита, богинята на любовта и красотата, се е родила от морската пяна. Немалка част от местата в града са свързани с името на богинята. Най-известни сред тях са скалите на Афродита, обителта на Афродита в село Куклия, Баните на Афродита и Фонтанът на любовта. Името на града произхожда от дъщерята на Афродита и Пигмалион, наричана Пафос.

## История
Археологическите проучвания сочат, че Пафос е бил обитаван още от неолита. Градът е център на култа към Афродита и други пре-елинистки богини на плодородието. Тук е издигнат храм на Афродита през 12 век пр.н.е, тук се намират и едни от най-запазените и впечатляващи мозайки в цялото Източно Средиземноморие. Забележителното историческо наследство на града го превръща в открит музей и целият град е вписан в списъка на ЮНЕСКО за културните наследства.

## Известни личности
Родени в Пафос
- Рауф Денкташ (1924 – 2012), политик

Починали в Пафос
- Кристиан Барнард (1922 – 2001), южноафрикански лекар